# سیاچن موزتاغ
سیاچن موزتاغ  (موزتاغ به معنی کوه یخی) (انگلیسی: Siachen Muztagh) زیررشته‌ای دورافتاده از رشته‌کوه قره‌قروم است. حدود ۶۰ درصد از این کوه‌ها در محدوده تحت کنترل چین و حدود ۴۰ درصد در محدوده هند قرار دارد. دولت پاکستان مدعی مالکیت بخش تحت کنترل هند به عنوان بخشی از درگیری سیاچن است و دولت هند نیز مدعی مالکیت بخش تحت کنترل چین است. بخش هندی این منطقه در تقسیمات کشوری و اداری، قسمتی از قلمرو لداخ و بخش چینی آن قسمتی از استان سین‌کیانگ به‌شمار می‌رود.
همه نقشه‌ها و اطلس‌های موجود، محدوده این کوه‌ها را بین شکسگام رود در شمال، یخچال اردوک در شمال‌غرب، یخچال سیاچن در جنوب شرق، یخچال‌های ترام شهر و ریمو جنوبی در جنوب و بالاترین بخش زرفشان رود در شرق تعریف کرده‌اند.
کوه ترام کانگری با ارتفاع ۷٬۴۶۲ متر، بلندترین قله کوه‌های سیاچن موزتاغ است.